# 张应泰
張應泰（?—1612年），字大来，号東山，直隸寧國府泾县（今屬安徽）人。明朝政治人物。

## 生平
万历十年（1582年）壬午科應天府鄉試舉人，二十年（1592年）壬辰科三甲一百十名进士，吏部觀政，十月授江西泰和縣知縣，二十六年升南京工部主事，二十七年升南兵部员外郎，升车驾司郎中，三十二年升泉州府知府，三十四年以考察降大名府通判。三十五年升河间府同知，三十六年升户部员外郎，三十七年累升户部郎中，管東宫囗囗。四十年正月升吉安府知府，未到任而卒。著有《艺葵草》、《百门草》、《晚香亭稿》、《泾献遗音》等。

## 家族
曾祖张霞，主簿。祖父张槩。父张玄，府同知。